# Pinksterkerk (Łódź)
De Pinksterkerk (Pools: Kościół Zesłania Ducha Świętego) is een voormalige lutherse en tegenwoordig een katholieke kerk aan het Vrijheidsplein (Plac Wolności) te Łódź. Samen met het classicistische stadhuis vormt de kerk de noordelijke toegangspoort tot de Ulica Piotrkowska.

## Geschiedenis

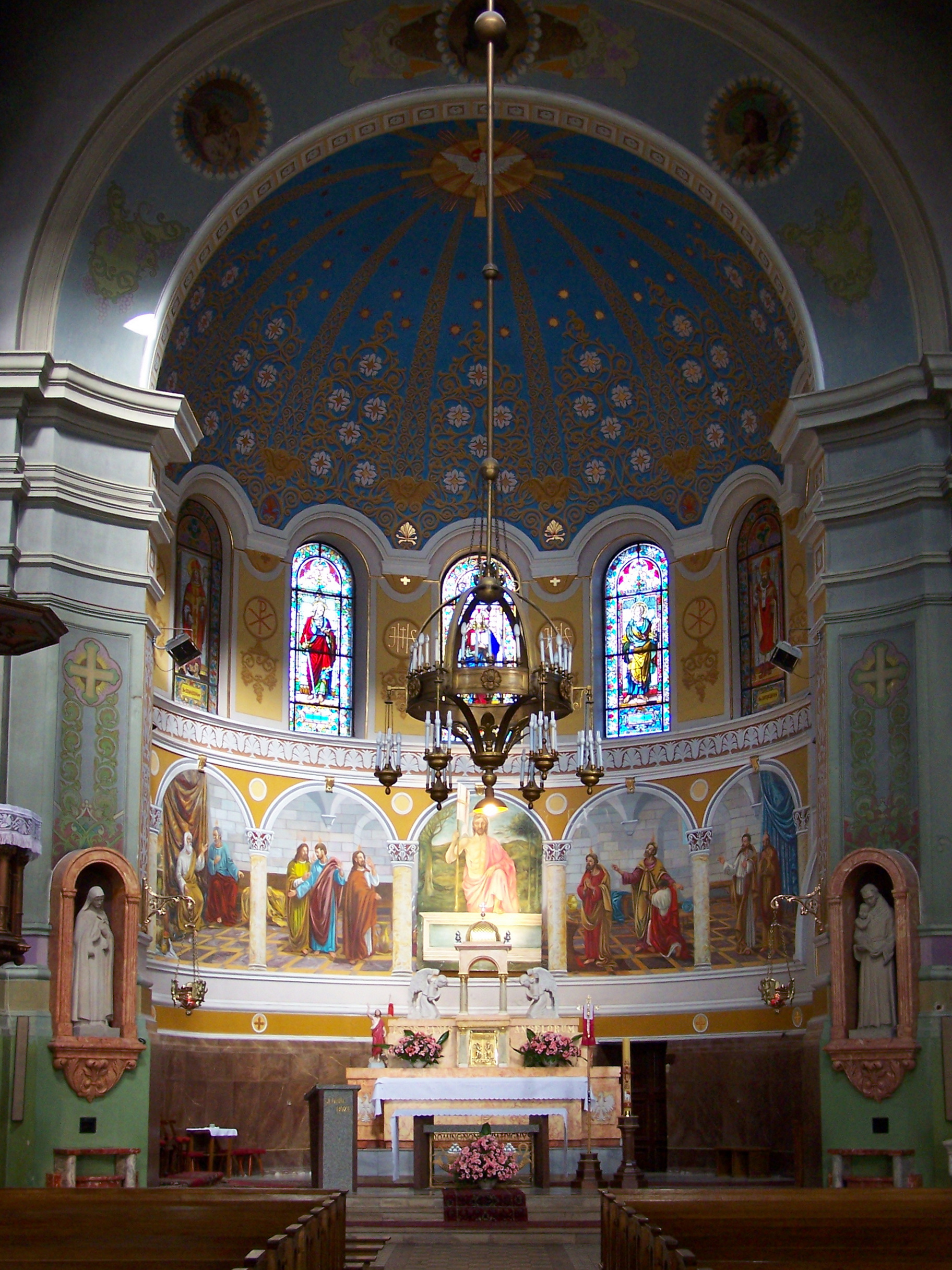
Altaarruimte

De kerk werd in de jaren 1827-1828 naar tekeningen van Bonifacy Witkowski gebouwd en was een van de eerste representatieve gebouwen in Łódź die in de classicistische stijl werd gebouwd. Oorspronkelijk was het een protestants kerkgebouw, dat werd gewijd aan de Heilige Drie-eenheid (vandaar de oude naam "Kerk van de Drievuldigheid").
In de jaren 1889-1892 volgde een algehele verbouwing volgens een ontwerp van Otto Gehlig. Het neorenaissance gebouw kreeg een plattegrond in de vorm van een grieks kruis en een grote koepel omringd door zes kleine torentjes, waarvan vier grotere op de hoeken.
Na de Tweede Wereldoorlog werd de kerk overgedragen aan de rooms-katholieke parochie. De katholieke inwijding van de kerk vond plaats op 1 januari 1945.